# 코리아나 호텔
코리아나 호텔(Koreana Hotel)은 대한민국의 서울특별시 중구에 위치한 호텔이다. 고(故) 방용훈이 사장을 역임하였으나, 현재는 방용훈 전 사장의 장남인 방성오가 대표이사 겸 사장직을 맡고 있다.
호텔의 주요 외벽은 광화문 방향에 집중되어 있으며, 초대형 디지털 전광판(K-Vision)이 설치되어 있어 주목받고 있다.

## 역사
1969년 12월 20일에 착공하여 1971년에 완공되었다.
1988년 서울올림픽 당시에는 메인 프레스센터를 운영하였으며, 서울 장애인 올림픽에서는 선수촌 레스토랑을 담당하여 국제적인 행사에서도 중요한 역할을 수행하였다.
1989년 4월 11일 관광호텔 특2급으로 지정되었으며, 1998년과 2001년에 각각 50실과 14실이 추가로 증설되었다.

## 구조
14층 규모로, 객실 수는 총 344실이다. 주요 시설로는 7개의 레스토랑과 피트니스 센터, 비즈니스 센터, 회의실 등이 있다. 레스토랑으로는 Sunrise, Danube, Sakae(일식), Great Shanghai, The Blue, Mr. Chow, Peltierone 등이 있어 다양한 메뉴와 분위기를 제공한다.